# 野口聪一
野口聰一（日语：／ Noguchi Soichi，1965年4月15日—），出身於日本神奈川縣橫濱市，日本航天工程師和日本宇宙航空研究開發機構的太空人。

## 早期生活
1965年4月15日，野口聪一出生于日本神奈川縣的橫濱市。畢業於茅崎市立濱須賀小学、茅崎市立濱須賀中学、神奈川県立茅崎北陵高中、東京大学工学部航空学、東京大学大学院工学系研究科航空学碩士。

## 太空人經歷
野口聰一在1996年6月被日本宇宙開發事業團（現為宇宙航空研究開發機構）選定為太空人。1996年8月，他前往NASA林登·约翰逊太空中心報到，接受NASA太空人培訓。野口勇兩年後就獲得任務專家的資格，並於1998年在加加林太空人培訓中心接受了俄羅斯太空人培訓。他擔任國際太空站日本實驗艙技術支持。

### STS-114
2001年4月，野口聰一被任命為STS-114的任務專員，當時該飛行的目標是在2003年乘坐太空梭亞特蘭蒂斯號前往國際太空站。他與NASA太空人艾琳·柯林斯（Eileen Collins）、詹姆斯·凱利和史蒂芬·羅賓遜合作，代替將搭乘STS-114回到地球的遠征6成員。 
2003年2月，STS-107在返回地球時失事，摧毀哥倫比亞號太空梭，七名太空人罹難；此後，所有飛行任務都延遲進行。太空梭延誤意味著將遠征7的發射任務將從STS-114轉移到聯盟號TMA-2，導致STS-114增加三個座位，美國太空人查爾斯·卡瑪達、溫迪·勞倫斯和安德魯·托馬斯也加入。
STS-114於2005年7月26日發射升空，兩天后停靠國際太空站，機組人員加入了由俄羅斯指揮官謝爾蓋·克里卡列夫和美國飛行工程師約翰·菲利普斯組成的遠征11。在對接國際太空站之前，發現號太空梭人員執行了有史以來的首次交會俯仰操縱，這使站上的兩名太空人能夠拍照並觀察太空梭的隔熱罩，從而使他們能夠發現太空梭隔熱罩可能受到的損壞。
在他第一次登上國際太空站期間，野口聰一進行了3次太空漫步。第一次太空漫步時，兩人測試了修復航天飛機隔熱板上損壞的瓷磚的新技術，而第二次和第三次太空漫步均致力於升級和維護國際太空站，取代2002年機械故障的控制陀螺儀。野口聰一太空漫步總時間為20小時5分。
野口聰一於2005年8月9日返回地球，運送7,055磅以上的設備和垃圾。發現號在肯尼迪太空中心著陸，結束了為期13天21小時32分鐘48秒的太空飛行。

### 遠征22/遠征23
在STS-114之後，野口聰一擔任JAXA太空人若田光一的後備飛行工程師，後者成為首位在太空站上長期居住的日本太空人。JAXA將野口聰一與奥列格·科托夫和蒂莫西·克里默任命為遠征22/遠征23的機組人員。
2009年12月21日，野口聰一和兩個機組人員搭乘聯盟號TMA-17發射升空，成為第一位搭乘聯盟號的JAXA太空人，也是第二位搭乘聯盟號的日本公民（繼秋山豐寬之後），他們三人停靠到ISS並加入遠征22機組。
在遠征22期間，奮進號太空梭在倒數第二次飛行STS-130前往國際太空站。在這次飛行中，野口聰一與前STS-114機組夥伴史蒂芬·羅賓遜一起進入太空。聯盟號TMA-16於2010年3月18日帶著蘇拉耶夫和威廉姆斯返回地球，並正式結束了遠征22，隨後野口聰一、科托夫和克里默轉移到遠征23，科托夫接任國際太空站指揮。

### SpaceX載人1號
2020年3月，他成為SpaceX載人1號成員。2020年11月15日，他與美國太空人邁克爾·霍普金斯、维克多·格洛弗和香農·沃克一起發射升空。他是第三位搭乘三種不同太空船的太空人。
2022年6月1日，从JAXA退役。